# ORP Nieugięty (1953)
ORP Nieugięty – polski ścigacz okrętów podwodnych z okresu zimnej wojny, a wcześniej radziecki BO-412, jeden z ośmiu pozyskanych przez Polskę okrętów projektu 122bis. Okręt został zwodowany 9 kwietnia 1953 roku w stoczni numer 340 w Zielenodolsku, a do służby w Marynarce Wojennej ZSRR przyjęto go w grudniu tego roku. W 1955 roku jednostka została wydzierżawiona przez Polskę i 27 maja tego roku weszła w skład Marynarki Wojennej. Okręt, oznaczony podczas służby znakami burtowymi DS-42 i następnie 362, został skreślony z listy floty w październiku 1972 roku. Był ostatnim ścigaczem proj. 122bis wycofanym ze służby w Polsce.

## Projekt i budowa
Prace nad dużym ścigaczem okrętów podwodnych, będącym rozwinięciem ścigaczy proj. 122A, rozpoczęły się w ZSRR w 1943 roku. Ostateczny projekt jednostki powstał w biurze konstrukcyjnym CKB-51 w Gorki w 1944 roku. W porównaniu do poprzedników nowe okręty miały większą wyporność, doskonalsze uzbrojenie ZOP i wzmocniony kadłub, a przez to wzrosła ich dzielność morska. W 1946 roku rozpoczęto ich produkcję seryjną, budując łącznie 227 okrętów .
Na początku lat 50. w Państwowej Komisji Planowania Gospodarczego i Sztabie Generalnym Wojska Polskiego zapadły decyzje o rozpoczęciu licencyjnej budowy ścigaczy projektu 122bis w polskich stoczniach. W styczniu 1953 roku przygotowana w Zielenodolsku dokumentacja techniczna (pod oznaczeniem proj. 125) dotarła do Polski, jednak kłopoty z uruchomieniem produkcji okrętów wymusiły w październiku 1954 roku decyzję o rezygnacji z ich budowy w kraju. W zamian postanowiono zakupić lub wydzierżawić w ZSRR gotowe jednostki tego typu.
BO-412 (ros. Bolszoj Ochotnik – Большой Охотник – „duży ścigacz”) zbudowany został w stoczni numer 340 w Zielenodolsku (nr budowy 573) . Stępkę okrętu położono 17 stycznia 1953 roku, a zwodowany został 9 kwietnia 1953 roku . BO-418 także powstał w stoczni numer 340 w Zielenodolsku (nr budowy 579); jego stępkę położono 4 kwietnia 1953 roku, a wodowanie odbyło się 19 czerwca tego roku.

## Dane taktyczno-techniczne

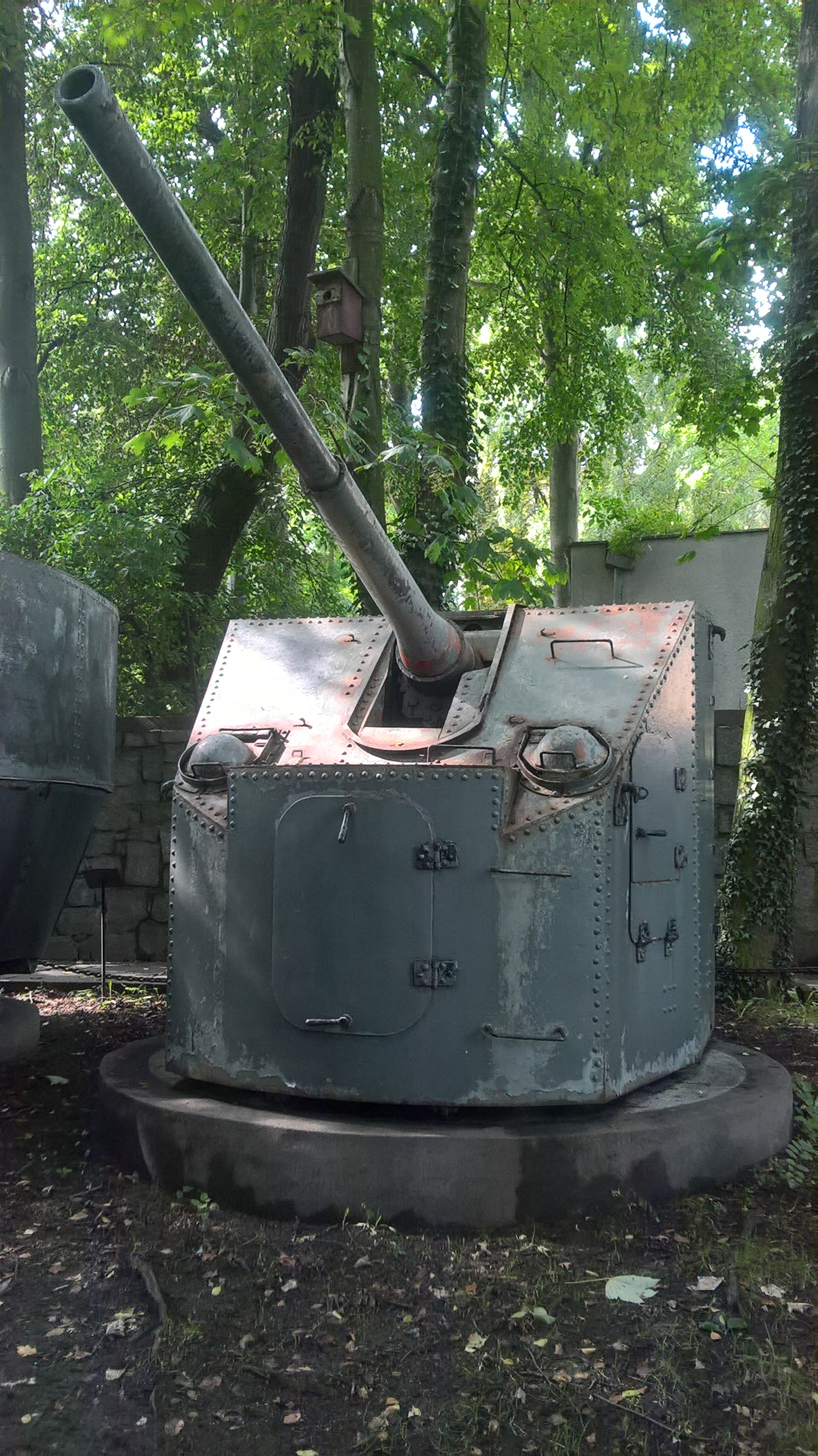
Armata morska 90-K kal. 85 mm pochodząca z jednego ze ścigaczy proj. 122bis, Muzeum Marynarki Wojennej w Gdyni

Okręt był dużym, pełnomorskim ścigaczem okrętów podwodnych. Długość całkowita wynosiła 52,2 metra (49,5 metra na konstrukcyjnej linii wodnej), szerokość 6,6 metra i zanurzenie 2,2 metra . Kadłub podzielony był na dziesięć przedziałów wodoszczelnych i miał na większej części dno podwójne. Wyporność standardowa wynosiła 302 tony, a pełna 336 ton.
Okręt napędzany był przez trzy silniki wysokoprężne 9D o mocy 809 kW (1100 KM) każdy, z których dwa zewnętrzne umieszczone były w maszynowni dziobowej, a środkowy – w przedziale rufowym. Trzy wały napędowe, połączone z silnikami sprzęgłami zębatymi typu 4MA, poruszały trzema trójłopatowymi śrubami o średnicy 1,13 metra każda. Maksymalna prędkość okrętu wynosiła 18,7 węzła, a ekonomiczna 12 węzłów. Okręt zabierał 18 ton paliwa, co pozwalało osiągnąć zasięg wynoszący 3000 Mm przy prędkości 8,5 węzła lub 399 Mm przy prędkości 18,5 węzła. Energię elektryczną zapewniały dwa generatory wysokoprężne DG-18 . Autonomiczność wynosiła 10 dób .
Uzbrojenie artyleryjskie jednostki stanowiło umieszczone na dziobie osłonięte tarczą pancerną pojedyncze działo kalibru 85 mm L/52 90-K, z zapasem amunicji wynoszącym 230 sztuk. Kąty ostrzału wynosiły 0–155° na każdą burtę, kąt podniesienia lufy od -5 do +85°, donośność pozioma 15 500 metrów (pionowa 10 500 metrów), a teoretyczna szybkostrzelność 18 strz./min. W części rufowej znajdowały się dwa pojedyncze działka plot. kal. 37 mm 70-K L/73 (również osłonięte tarczami pancernymi), z zapasem amunicji wynoszącym 1000 sztuk na lufę. Kąt podniesienia lufy wynosił od -10 do +85°, donośność pozioma 8400 metrów (pionowa 5000 metrów), a teoretyczna szybkostrzelność 150 strz./min. Prócz tego na okręcie zamontowano trzy podwójne stanowiska wielkokalibrowych karabinów maszynowych 2M-1 kal. 12,7 mm L/79, z zapasem 2000 sztuk amunicji na lufę (jedno na dziobie, za działem kal. 85 mm i dwa za kominem na pokładzie przy burtach). Kąt podniesienia lufy wynosił od -10 do +90°, donośność pozioma 3500 metrów (pionowa 1500 metrów), a teoretyczna szybkostrzelność 250 strz./min. Broń ZOP stanowiły dwa rakietowe miotacze bomb głębinowych RBU-1200 na dziobie jednostki (z zapasem 32 bomb RGB-1, a później RGB-12), dwa miotacze typu BMB-1 i dwie zrzutnie bomb głębinowych B-1 (z łącznym zapasem 30 bomb). Alternatywnie okręt mógł przenosić do 18 min .
Wyposażenie uzupełniał trał kontaktowy KPT-1, fumator DA-3 i 10 świec dymnych MDSz. Wyposażenie radioelektroniczne obejmowało radiostację R-609, dwa kompasy magnetyczne, żyrokompas Kurs-4, log 1R-2, echosondę NEŁ-3, sonar Tamir-11 oraz radar Lin’.
Załoga okrętu składała się z 54–55 oficerów, podoficerów i marynarzy .

## Służba

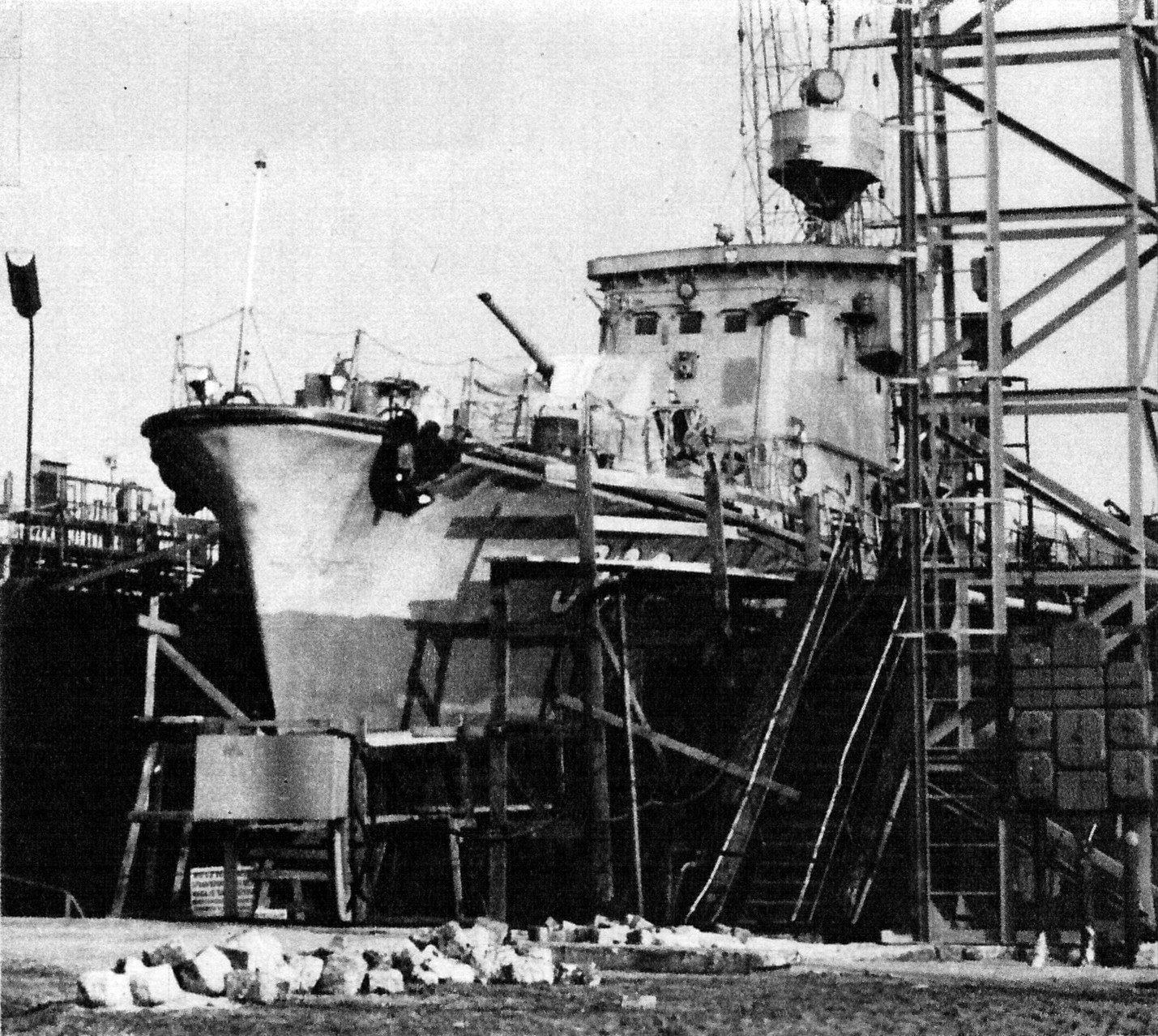
Remont jednego z polskich ścigaczy proj. 122bis

BO-412 został przyjęty do służby w Marynarce Wojennej ZSRR 14 grudnia 1953 roku . Okręt służył początkowo w 8. (północnej) Flocie Bałtyckiej. W latach 1954–1955 na ścigaczu wymieniono stację radiolokacyjną na nowszy model Lin’ oraz sonar Tamir-10 na Tamir-11. W 1955 roku jednostka została wydzierżawiona przez Polskę na okres siedmiu lat (wraz z bliźniaczymi ścigaczami „Czujny”, „Zawzięty” i „Zwrotny”), na podstawie umowy zawartej we wrześniu 1954 roku . Roczny koszt dzierżawy został określony na 375 tys. rubli.
27 maja 1955 roku ścigacz pod nazwą ORP „Nieugięty” został uroczyście przyjęty w skład Marynarki Wojennej, w obecności dowódcy MW kmdr. Zdzisława Studzińskiego). Nazwa okrętu nawiązywała do cechy charakteru, jaką m.in. powinien charakteryzować się żołnierz. Pierwszym polskim dowódcą jednostki został ppor. mar. Henryk Lewandowski. 24 czerwca „Nieugięty” wziął udział w uroczystych obchodach Święta Morza w Gdyni. Podczas pierwszych trzech miesięcy służby na jednostce przebywała grupa marynarzy radzieckich, pozostałych w celu szkolenia polskiej załogi. Okręt z oznaczeniem burtowym DS-42 (od „Duży Ścigacz”) wszedł w skład I grupy poszukująco-uderzeniowej Dywizjonu Dozorowców i Dużych Ścigaczy Brygady Obrony Wodnego Rejonu Głównej Bazy, stacjonując na Helu. Zadaniem jednostki było poszukiwanie i zwalczanie wrogich okrętów podwodnych oraz eskorta własnych okrętów, zespołów desantowych i statków handlowych.
ORP „Nieugięty”, podobnie jak trzy bliźniacze jednostki, został przejęty w złym stanie technicznym, co wymusiło przerwanie szkolenia załogi i przeprowadzenie w 1956 roku remontu w Stoczni Marynarki Wojennej w Gdyni. W czerwcu „Nieugięty” uczestniczył w obchodach Święta Morza w Szczecinie i Świnoujściu. 10 lipca na pokładzie ścigacza rejs po Gdańsku odbyła delegacja rządu Czechosłowacji, a między 16 a 19 lipca okręt odbył rejs nawigacyjny na trasie Hel – Ustka. W dniach 21-25 lipca 1956 roku „Nieugięty” wraz z „Zawziętym” towarzyszyły okrętowi szkolnemu „Zetempowiec” w rejsie na Morze Północne, opuszczając go po przebyciu Cieśnin Duńskich. Na początku września okręt uczestniczył w ćwiczeniach Brygady Obrony Wodnego Rejonu Głównej Bazy. Pod koniec roku ORP „Nieugięty” zdobył tytuł najlepszego okrętu Marynarki Wojennej w swojej klasie.
W czerwcu 1957 roku „Nieugięty”, „Czujny” i „Zwrotny” wzięły udział w ćwiczeniach trzech bałtyckich flot Układu Warszawskiego. 5 lipca 1957 roku zespół okrętów MW pod dowództwem kmdr. por. Ludwika Zaborskiego (OORP „Nieugięty”, „Zwrotny” i „Błyskawica”) z kurtuazyjną wizytą przebywał w Sztokholmie. W sierpniu okręt udał się na Morze Północne, by eskortować wracające z rejsu nawigacyjnego do kraju dwa okręty podwodne typu M. We wrześniu ścigacz pełnił służbę na zachodnim wybrzeżu, bazując w Świnoujściu i Kołobrzegu. Pod koniec roku OORP „Nieugięty”, „Czujny” i „Zwrotny” uczestniczyły w akcji ratowniczej okrętu podwodnego „Kaszub”, który wszedł na mieliznę nieopodal Krynicy Morskiej.
W czerwcu 1958 roku OORP „Nieugięty”, „Czujny” i „Zwinny” uczestniczyły w uroczystych obchodach Dni Morza w Gdyni. We wrześniu „Nieugięty” i „Zwrotny” wyszły na Morze Północne na spotkanie okrętu szkolnego „Gryf”. W tym roku wyposażenie radioelektroniczne jednostki uzupełniono o system rozpoznawczy „swój-obcy” typu Kremnij-2, składający się z urządzenia nadawczego Fakieł-MZ i odbiorczego Fakieł-MO.
W połowie marca 1959 roku „Nieugięty”, „Zwrotny” i „Zręczny” odbyły rejs nawigacyjny wzdłuż wybrzeży Szwecji, z opłynięciem Bornholmu i zawinięciem do Świnoujścia. W czerwcu okręt uczestniczył w paradzie z okazji obchodów Dni Morza w Szczecinie, obserwowanej przez I sekretarza KC PZPR Władysława Gomułkę, premiera Józefa Cyrankiewicza, ministra obrony narodowej gen. broni Mariana Spychalskiego, dowódcę MW kadm. Zdzisława Studzińskiego i I sekretarza Bułgarskiej Partii Komunistycznej Todora Żiwkowa. W listopadzie jednostka trafiła na remont w Stoczni Marynarki Wojennej w Gdyni.
4 stycznia 1960 roku numer burtowy okrętu został zmieniony na 362 . W tym roku „Nieugięty” także wziął udział w paradzie z okazji Dni Morza, tym razem w Gdyni, a następnie został udostępniony do zwiedzania przy molo w Sopocie.
Od stycznia 1961 roku okręt włączono do Dywizjonu Ścigaczy, nadal bazując na Helu. W kwietniu „Nieugięty” odbył rejs nawigacyjny wzdłuż wybrzeży Szwecji, zawijając do Świnoujścia, Szczecina i Ustki. W drugiej połowie maja sześć ścigaczy proj. 122bis (OORP „Nieugięty”, „Czujny”, „Wytrwały”, „Zręczny”, „Zwinny” i „Zwrotny”) wzięło udział w ćwiczeniach artyleryjskich pod Ustką. Od 1 sierpnia do 23 grudnia ścigacz był remontowany w Stoczni Marynarki Wojennej w Gdyni (28 grudnia także awaryjnie trafił do doku).
W kwietniu 1962 roku zakończył się kolejny remont okrętu. Między 7 a 14 maja wszystkie polskie ścigacze proj. 122bis (z dowódcą Dywizjonu Ścigaczy zaokrętowanym na „Czujnym”) wzięły udział w rejsie nawigacyjno-szkoleniowym wzdłuż południowego wybrzeża Morza Bałtyckiego na trasie od Helu poprzez Kołobrzeg, Świnoujście, Szczecin (do którego zawinęło pięć okrętów), Sassnitz i Warnemünde (gdzie dotarły trzy jednostki, w tym „Nieugięty”); trasa powrotna prowadziła przez Ustkę na Hel. Od 17 do 21 maja cały Dywizjon Ścigaczy uczestniczył w ćwiczeniach osłony desantu i zabezpieczenia jego przebiegu; pod koniec maja i 7 czerwca ścigacze przeprowadziły ćwiczenia artyleryjskie. W czerwcu okręt z okazji Dni Morza został udostępniony do zwiedzania przy Bramie Zielonej w Gdańsku. Od 28 września do 7 października siedem okrętów proj. 122bis (z „Nieugiętym”, a bez „Groźnego”) wzięło udział w manewrach sił morskich Układu Warszawskiego oznaczonych kryptonimem Bałtyk 62, które odbyły się u wybrzeży Polski i Niemieckiej Republiki Demokratycznej. 10 grudnia o godzinie 23:00 podczas silnego sztormu okręt zerwał się z cum i zaczął dryfować po porcie, jednak załoga opanowała sytuację i dobiła do burty „Zręcznego”. W 1962 roku, po zakończeniu okresu dzierżawy, jednostka wraz z pozostałymi siedmioma ścigaczami została zakupiona przez polski rząd od ZSRR (łączny koszt ośmiu okrętów wyniósł 200 tys. zł).
W czerwcu 1963 roku „Nieugięty” i „Zręczny” uczestniczyły w ćwiczeniach Brygady Obrony Wodnego Rejonu Głównej Bazy oraz całej floty, a w połowie sierpnia obie jednostki wzięły udział w manewrach bałtyckich państw Układu Warszawskiego. 1 maja te same okręty zostały udostępnione publiczności do zwiedzania w Gdańsku. W czerwcu ORP „Nieugięty” pełnił rolę gospodarza podczas wizyty okrętów szwedzkich w Gdyni. Między 20 września a 16 listopada na okręcie odbywało się szkolenie marynarzy-rezerwistów. Od 1 grudnia 1963 roku do 28 kwietnia 1964 roku okręt przebywał w stoczni, przechodząc remont bieżący.
27 maja 1964 roku OORP „Nieugięty” i „Czujny” uczestniczyły w pokazowym ćwiczeniu zorganizowanym dla przedstawicieli prasy. Na przełomie czerwca i lipca, podczas inspekcji Brygady Obrony Wodnego Rejonu Głównej Bazy, „Nieugięty” i „Czujny” demonstrowały alarmowe nocne ładowanie bomb głębinowych w morzu, a następnie eskortowały grupę transportowców zmierzających na redę Ustki. W trakcie ćwiczebnego ataku na wykryty okręt podwodny jedna z rakietowych bomb głębinowych nie odpaliła i z narażeniem życia została rozbrojona przez por. mar. Henryka Porzycza. W dniach 1–4 września „Nieugięty” wziął udział w ćwiczeniach polegających na pobieraniu zaopatrzenia w morzu. Od 9 do 15 września OORP „Nieugięty”, „Czujny” i „Groźny” odbyły rejs nawigacyjny po Bałtyku, podczas którego w warunkach sztormowych doszło do sporych uszkodzeń i zniszczeń wyposażenia okrętów. W tym samym składzie ścigacze uczestniczyły w dniach 3–11 listopada w następnym rejsie nawigacyjnym, który po opłynięciu Gotlandii i Bornholmu zakończył się w Świnoujściu. Kolejny pobyt w stoczni „Nieugięty” zaliczył od 1 grudnia 1964 roku do 1 października 1965 roku, przechodząc remont średni (wiązało się to z przeniesieniem jednostki do II rezerwy i zmniejszeniem członków załogi do kilkunastu osób). 1 czerwca 1965 roku przyporządkowano do 11 Dywizjonu Ścigaczy 9. Flotylli Obrony Wybrzeża.
Okręt powrócił do czynnej służby dopiero 26 lutego 1966 roku. W czerwcu kolejno „Czujny”, „Zwrotny” i „Nieugięty” dozorowały rejon Cieśnin Duńskich. Również we wrześniu ścigacze „Nieugięty”, „Czujny” i „Zręczny” uczestniczyły w rejsach dozorowych w zachodniej części Morza Bałtyckiego.
W dniach 8–13 maja 1967 roku 11 Dywizjon Ścigaczy (bez uszkodzonych „Wytrwałego” i „Zawziętego”) wziął udział w ćwiczeniach 9. Flotylli Obrony Wybrzeża. Obejmowały one prócz zwalczania okrętów podwodnych także nocne strzelania, stawianie min, eskortę konwojów czy działania w strefie skażeń bronią masowego rażenia. Z powodu zaostrzenia sytuacji międzynarodowej w wyniku wybuchu trzeciej wojny izraelsko-arabskiej w czerwcu podniesiono stan gotowości bojowej ścigaczy, intensyfikując rejsy dozorowe (m.in. w dniach 15–30 czerwca w rejonie Ustki patrolowały „Czujny”, „Wytrwały” i „Groźny”, a od 24 lipca do 10 sierpnia „Zręczny”, „Nieugięty” i „Groźny”). W nocy z 1 na 2 sierpnia „Nieugięty” wykrył w pobliżu polskich wód terytorialnych niemieckie niszczyciele, śledząc je przez kilka następnych dni. W dniach 12–20 lipca sześć ścigaczy 11. Dywizjonu (prócz „Zwinnego” i „Zawziętego”) wzięło udział w ćwiczeniach całej polskiej floty pod kryptonimem Neptun-67. Na przełomie sierpnia i września jednostka wraz wszystkimi pozostałymi ścigaczami proj. 122bis wzięła udział we wspólnych z Volksmarine ćwiczeniach Wrzesień-67. 18 listopada przy stanie morza 8 z pokładu pełniącego dyżur bojowy ścigacza fala zmyła jednego z załogantów, którego nie udało się uratować.
W dniach 19–24 lutego 1968 roku okręt z rezerwistami na pokładzie wziął udział w ćwiczeniach 9. Flotylli Obrony Wybrzeża, doskonaląc działania ZOP w warunkach użycia broni masowego rażenia. Z powodu pogarszającego się stanu technicznego okrętów proj. 122bis Dowódca MW rozkazem nr 030/DMW z 6 maja 1968 roku wprowadził ograniczenia w eksploatacji zużytych jednostek: mogły pływać do stanu morza 6 i przy maksymalnej sile wiatru 8° B, a „całą naprzód” mogły utrzymywać jedynie przez godzinę i to w wyjątkowych wypadkach. W dniach 10–16 lipca wszystkie duże ścigacze uczestniczyły w ćwiczeniach polskiej floty, a pod koniec miesiąca w manewrach sił Układu Warszawskiego pod kryptonimem Północ 68.
Od 12 do 18 maja 1969 roku OORP „Nieugięty”, „Zwinny” i „Zręczny” z dowódcą 11 Dywizjonu Ścigaczy wzięły udział w rejsie nawigacyjnym w rejon Cieśnin Duńskich z przejściem przez Sund i Wielki Bełt, zawijając do Warnemünde, Stralsundu i Świnoujścia. Od 10 lipca do 12 sierpnia kolejno „Nieugięty”, „Zwinny” i „Zręczny” dozorowały rejon Cieśnin Duńskich. Od 14 do 28 września sześć ścigaczy z 11 Dywizjonu (oprócz „Groźnego” i „Zawziętego”) uczestniczyło w wielkich manewrach flot Układu Warszawskiego „Odra – Nysa 69”. Prócz zadań ZOP okręty ćwiczyły eskortowanie konwojów i sił głównych oraz niszczenie zagród minowych, a na koniec wzięły udział w desancie na plażach pod Ustką.
Na przełomie maja i czerwca 1970 roku kolejno „Nieugięty”, „Czujny” i „Zwrotny” dozorowały rejon Cieśnin Duńskich. Między 7 a 15 lipca te same okręty wzięły udział w rejsie nawigacyjnym, opływając Gotlandię i zawijając do Kłajpedy oraz Tallinna. 28 czerwca OORP „Nieugięty”, „Czujny”, „Zawzięty” i „Zwrotny” wzięły udział w paradzie z okazji 25-lecia istnienia Marynarki Wojennej PRL.
Od 4 stycznia do 10 marca 1971 roku okręt przebywał w stoczni, przechodząc remont. W końcówce maja „Nieugięty” uczestniczył w zabezpieczeniu strzelań rakietowych pod Bałtyjskiem. W pierwszej połowie lipca jednostka wzięła udział w manewrach flot Układu Warszawskiego pod kryptonimem Sojuz-71. Od 12 lipca do 28 sierpnia ścigacz został włączony do Zespołu Okrętów Szkolnych Wyższej Szkoły Marynarki Wojennej.
ORP „Nieugięty” został skreślony z listy floty 10 października 1972 roku, rozkazem Dowódcy MW nr 054/Org. z 4 października. Po raz ostatni polską banderę opuszczono na nim 21 listopada tego roku. Był ostatnim ścigaczem proj. 122bis wycofanym ze służby.

## Dowódcy okrętu
Zestawienie zostało opracowane na podstawie Rochowicz 2017 ↓, s. 30 i Wierzykowski 2017 ↓, s. 133:
- ppor. mar. Henryk Lewandowski
- por. mar. Izydor Gołębiewski
- por. mar. Czesław Łuczak
- por. mar. Adam Jarosław
- por. mar. Władysław Monkiewicz
- kpt. mar. Marian Tokarski
- por. mar. Henryk Porzycz
- por. mar. Konstanty Piotrowski
- ppor. mar. Jerzy Wójcik
- ppor. mar. Henryk Wojsław